# 于茂德
于氏（？年—？年），字茂德，河南人，北周大左輔于寔的女兒、韓覬之妻。

## 生平
于茂德十四歲時嫁給韓覬。雖然生在富貴人家，但遵從禮法，自身也儉約，宗族和鄉里的人們都很敬重她。十八歲時。韓覬因從軍戰死，于茂德哭到連骨頭都快露出來，連路人都為之感動。每天早晚奠祭亡夫時，她都親手捧著供品。喪期滿後，于實認為她還年輕而且沒有孩子，想讓她改嫁，于茂德誓不改嫁。她每晚哭泣，甚至截髮以明志，于實傷感，才放棄讓她改嫁。
于茂德將丈夫的庶子韓世隆作為自己的孩子來撫養，對他的關愛如同親生，教育有方，將孩子培養成人。
自從守寡後，逢年過節，于茂德才回娘家看看父母，其他親戚則都斷絕往來。有長輩來探望，她送迎都不出大門。吃粗茶淡飯、穿粗布衣，從不聽音樂，以此渡過一生。隋文帝聽聞後，下詔褒美她並旌表在她的家門。在長安，這裡被稱為“節婦闕”。于茂德七十二歲時在家裡去世。

## 关系
- 曾祖父：于子提，北魏将领
- 祖父：于谨，西魏八柱国、燕国公
- 父亲：于寔，隋朝上柱国、燕安公
- 母亲：河南元氏，昌宁郡主

#### 兄弟姐妹
- 兄弟：于顗，隋朝开府、泽州刺史、燕国公，妻宇文护女宜城公主
- 兄弟：于仲文，隋光禄大夫、右翊卫大将军，延寿郡公
- 兄弟：于恽
- 兄弟：于象贤，周驸马都尉、仪同大将军，隋左领军武贲郎将、骠骑大将军、黔昌县公，妻宇文邕女义阳公主。
- 姐妹：于氏，窦洪景妻

#### 婚姻关系
- 丈夫：韓覬
- 养子：韓世隆

## 外部鍵結
- 中國哲學書電子化計劃·隋書 （页面存档备份，存于）
- 中國哲學書電子化計劃·北史 （页面存档备份，存于）

## 延伸阅读
[在维基数据编辑]
 《北史·卷091》，出自李延壽《北史》
 《隋書·卷80》，出自魏徵《隋书》